# Lothar Arnold
Lothar Arnold (* 10. Januar 1959 in Ettlingen) ist ein deutscher Musiker und Schachspieler.

## Musik
Nach seiner Zeit als Schüler des Badischen Konservatoriums in Karlsruhe studierte er von 1979 bis 1987 an der Hochschule für Musik Karlsruhe. Er diplomierte im Fach Klavier mit künstlerischem Abschluss im Fach Klavierkammermusik, studierte dazu noch Theorie/Komposition unter anderem bei Eugen Werner Velte.

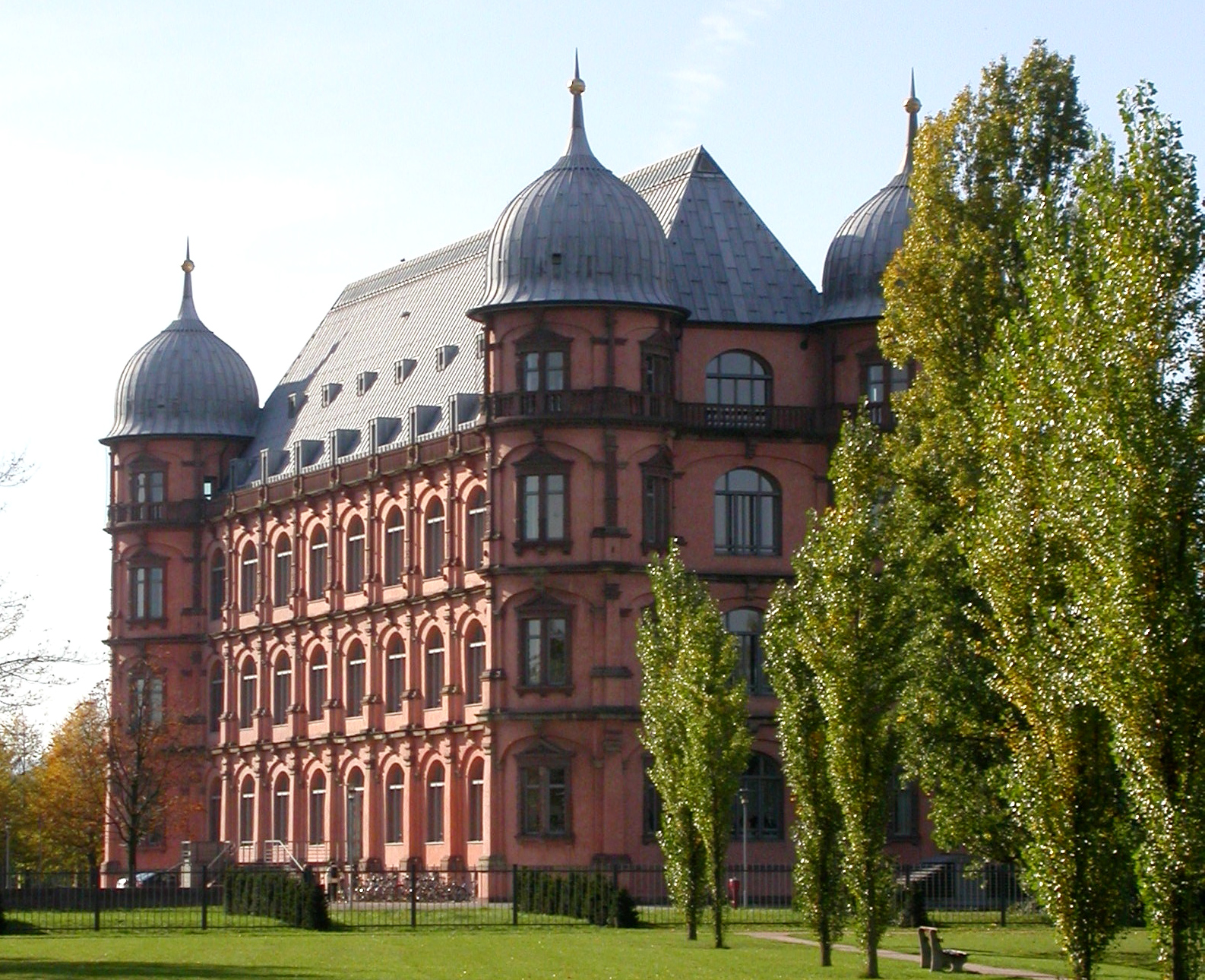
Hochschule für Musik Karlsruhe

Aufführungen hatte er zum Beispiel mit dem Karlsruher Kammertrio, Cello-Recitals mit Mettilt Kassassoglou sowie mit dem Kontrabassisten Georg Noeldeke. Am Institut für Musikwissenschaft in Karlsruhe hatte er von 1988 bis 1993 einen Lehrauftrag für die Fächer Formenlehre, Kontrapunkt und Harmonielehre.
Seine Kompositionen und Improvisationen wurden verwendet für den preisgekrönten Animationsfilm Der Stand der Dinge (2001, Regie: Rüdiger Staub und Samuel Gann), der im Stile eines klassischen Stummfilms gemacht wurde und den surrealistischen Kurzfilm GNOSIS (2003, Regie: Rüdiger Staub, Oliver Haun und Samuel Gann). Lothar Arnold komponiert für Klavier und Akkordeon sowie für Kammermusik in verschiedenen Besetzungen. Veröffentlichung erfuhren die Partituren beim JMK-Verlag, Marxzell, beim Augemus Musikverlag, Bochum, beim Schott-Verlag, Mainz und in der Edition Slato, Trossingen. Die Akkordeonkompositionen waren Aufträge des Deutschen Akkordenlehrerverbandes für Akkordeon-Kammermusik in seltener Besetzung.

## Schach
Die Schachregeln lernte er von seinem Vater. Im A-Kader der Deutschen Schachjugend wurde er vom damaligen Bundestrainer Sergiu Samarian trainiert.
Als Jugendlicher nahm Lothar Arnold 1976 im französischen Wattignies an einer sogenannten Kadetten-Weltmeisterschaft (U17) teil sowie, bei der er 17. von 28 Teilnehmern wurde, 1978/79 an der Junioreneuropameisterschaft (U20) in Groningen. 1978 wurde er bei der deutschen Jugendmeisterschaft in Dillingen an der Donau hinter Eric Lobron Zweiter nach einem Stichkampf. Nach den gespielten 9 Runden hatten beide die gleiche Punktzahl von 7. Im Jahr 1979 wurde er in Schonach Badischer Einzelmeister, nachdem er schon vorher mehrere badische Jugendmeisterschaften gewinnen konnte.
Arnold trägt den Titel Internationaler Meister der FIDE (IM). Die erforderlichen Normen hatte er bereits im Oktober 1998 gesammelt, der Titel konnte ihm jedoch erst im Jahr 2000 verliehen werden, da seine Elo-Zahl 1998 noch unter 2400 lag. In Länderkämpfen spielt er für den Badischen Schachverband. Von diesem erhielt er 2005 die silberne Ehrennadel als badischer Spieler mit den meisten Einsätzen in Schachländerkämpfen (damals mehr als 75, inzwischen über 90 Einsätze).
Sein erster Verein war der SC Pforzheim. Von dort wechselte er zu den Karlsruher Schachfreunden, danach zum SK Zähringen 1921, anschließend zurück zu den Karlsruher Schachfreunden, zum Schachclub Eppingen und wieder zurück zu den Karlsruher Schachfreunden. In der deutschen Schachbundesliga spielte Lothar Arnold in der Saison 1985/86 für den SK Zähringen 1921, in der Saison 1986/87 für die Karlsruher Schachfreunde und in der Saison 1996/97 für den Schachclub Eppingen. Im österreichischen Ligabetrieb spielte er von 2001 bis zur Saison 2003/04 für die SG Alpine Raika Trofaiach Niklasdorf, im Jahr 2001 in Frankreich für Bischwiller. Von 1999 bis 2003 spielte er in der Schweizer Bundesliga für den BVB-Basel.

## Fernschach
Im Fernschach erhielt er von der International Correspondence Chess Federation 2006 den Titel Verdienter Internationaler Meister (SIM). Seine Elo-Zahl im Fernschach liegt in der Elo-Liste 3/2009 bei 2497. Zuletzt bei über 2500 war sie im Jahr 2001.

## Veröffentlichungen (Auswahl)
- Zehn kleine Stücke für Flöte und Akkordeon. Augemus-Musikverlag, Bochum 1989, ISMN M-50010-015-7.
- 3 Miniaturen. Noten für Klarinette und Akkordeon. JMK-Verlag, Marxzell 2001, ISMN M-50115-027-4.
- 7 kleine Duette. Noten für Violine und Akkordeon. JMK-Verlag, Marxzell 2001, ISMN M-50115-026-7.
- 8 kleine Stücke. Noten für Klarinette und Akkordeon. JMK-Verlag, Marxzell 2001, ISMN M-50115-028-1.
- Zehn leicht Duette. Noten für Flöte und Akkordeon. JMK-Verlag, Marxzell 2001, ISMN M-50115-004-5.
- Zehn leicht Duette. Noten für Klarinette und Akkordeon. JMK-Verlag, Marxzell 2001, ISMN M-50115-004-5.
- Chant de Girouettes. Noten für Kontrabass und Klavier. JMK-Verlag, Marxzell 2002, ISMN M-50115-052-6.
- Chant de Girouettes. Noten für Violine und Klavier. JMK-Verlag, Marxzell 2002, ISMN M-50115-050-2.
- Chant de Girouettes. Noten für Violoncello und Klavier. JMK-Verlag, Marxzell 2002, ISMN M-50115-051-9.
- Leichtes mit links gespielt: Klavier (Herausgeber). JMK-Verlag, Marxzell 2002, M-50115-032-8.